# Maxime Decomble
Maxime Decomble (La Ciotat, 16 juli 2005) is een Frans wielrenner.

## Carrière
Als eerstejaars junior, in 2022, werd Decomble onder meer vijfde in de Alpenklassieker en won hij zowel het berg- als het jongerenklassement in de Ronde van Valromey. Een jaar later won hij een etappe in de Ronde van de Lunigiana en nam hij deel aan zowel het wereld- als het Europese kampioenschap. Als eerstejaars belofte werd Decomble opgenomen in de opleidingsploeg van Groupama-FDJ. In mei van dat jaar werd hij nationaal kampioen tijdrijden in zijn leeftijdsklasse. Op het wereldkampioenschap werd hij elfde in diezelfde discipline. In het voorjaar van 2025 werd hij, namens de hoofdmacht van de ploeg, onder meer vijftiende in het eindklassement van de Ster van Bessèges en twaalfde in dat van de Gran Camiño. In april werd hij dertiende in de beloftenversie van Parijs-Roubaix en vierde in de door Jarno Widar gewonnen Luik-Bastenaken-Luik voor beloften. Op het nationale kampioenschap tijdrijden wist hij zijn titel niet te verdedigen: Arthur Blaise was bijna vier seconden sneller. 

## Overwinningen
2022
Berg- en jongerenklassement Ronde van Valromey
2023
2e etappe Ronde van de Lunigiana
2024
 Frans kampioen tijdrijden, Beloften

## Ploegen
- 2024 –  Equipe continentale Groupama-FDJ
- 2025 –  Equipe continentale Groupama-FDJ